# Riu Truckee
El riu Truckee és un riu dels estats de Califòrnia i Nevada, que transcorre en direcció nord-est i fa 195 km de llargada. Es tracta de l'única sortida del llac Tahoe, que és on neix el riu. Drena la part alta de Sierra Nevada i desemboca al llac Pyramid de la Gran Conca. Les seves aigües són una font important de regadiu al llarg de la seva vall i les valls adjacents.

## Etimologia
Quan John C. Frémont i Kit Carson van remuntar el riu el 6 de gener de 1844 el van anomenar Salmon Trout River (en català, riu Truita arc de Sant Martí), per la gran quantitat de truites que remuntaven el riu des del llac Pyramid per fresar. No obstant això, el riu va ser finalment batejat en honor d'un cap Paiute conegut amb el nom de Truckee, el qual va guiar un grup d'emigrants des de les capçaleres del riu Humboldt fins a Califòrnia a través del riu Truckee, el llac Donner i el pas Donner el 1844. Apreciant els serveis del guia indi, el grup va anomenar el riu en el seu honor. El nom autèntic del cap podria no haver estat Truckee, si no potser Tru-ki-zo, el qual es podria haver distorsionat fins a "Truckee". Hi ha altres teories sobre el Cap Truckee i el seu nom.

## Curs i conca

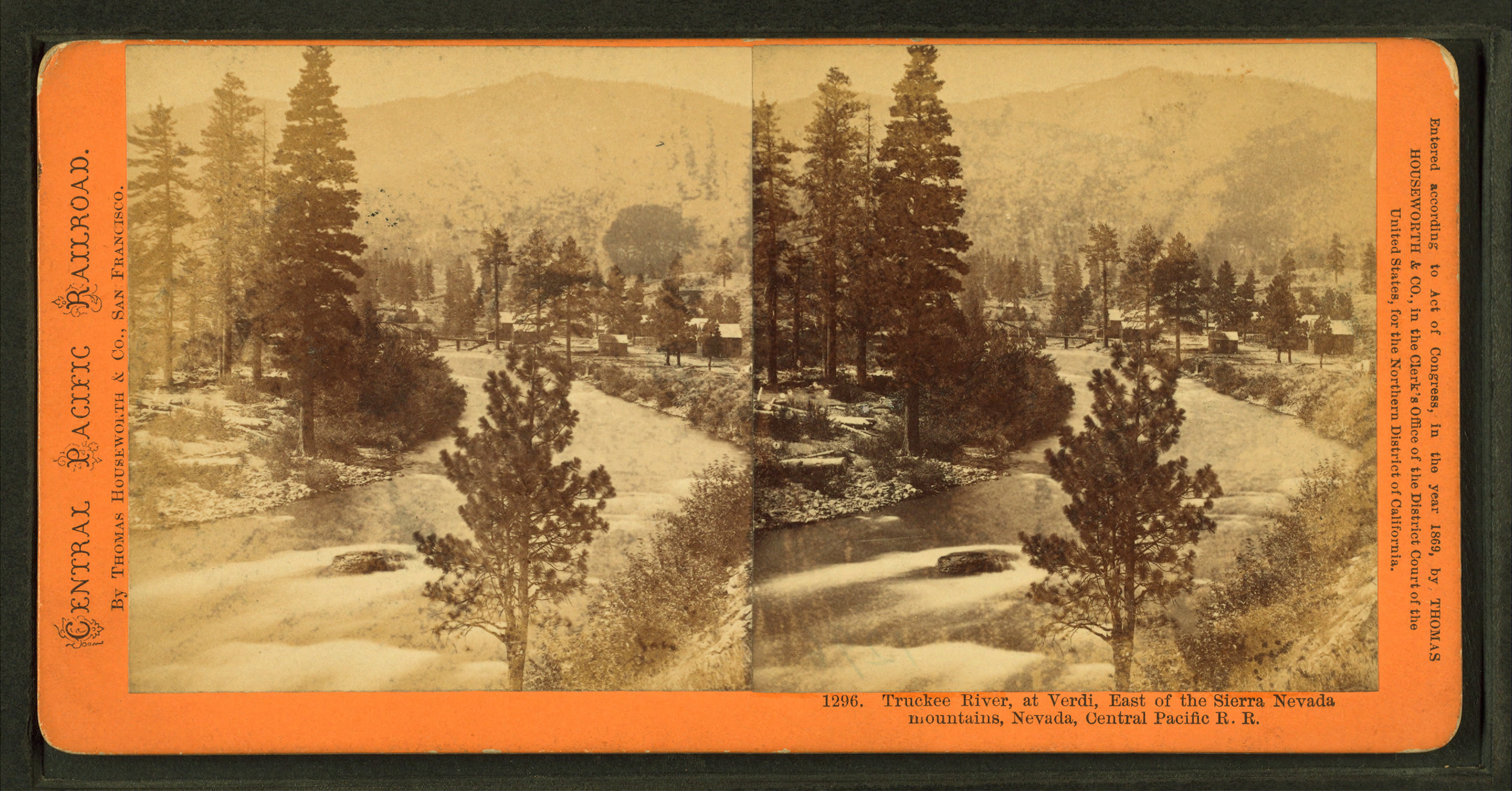
El riu Truckee a Verdi, Nevada quan el Central Pacific Railroad hi va arribar el 1868.

El naixement del riu es troba a la sortida del llac Tahoe, a la presa que hi ha a l'extrem nord-oest del llac, prop de Tahoe City, a Califòrnia. Principalment es dirigeix cap al nord-est a través de les muntanyes fins a Truckee, d'allà gira de cop cap a l'est entrant a Nevada, on passa per Reno i Sparks i al llarg de l'extrem nord de la Serralada Carson. A Fernley gira cap al nord, passant per l'extrem est de la Serralada Pah Rah. Finalment desemboca a l'extrem sud del llac Pyramid, un romanent del prehistòric llac Lahontan, al nord del Comtat de Washoe a la Reserva índia de Llac Pyramid.
La conca hidrogràfica endorreica del riu Truckee és de 7.900 km², dels quals 6.000 km² es troben a l'estat de Nevada. Es considera com a conca mitjana, als 24 km del riu i els seus afluents entre Tahoe City, al Comtat de Placer, passant per la ciutat de Truckee, fins a la frontera estatal entre els comtats de Sierra i Washoe. Els seus principals afluents a Califòrnia són: el Bear Creek, l'Squaw Creek, el Cabin Creek, el Pole Creek, el Donner Creek, el Trout Creek, el Martis Creek, el Prosser Creek, el riu Little Truckee, el Gray Creek i el Bronco Creek. Els principals llacs i embassament de la part californiana de la seva conca són el llac Tahoe, el llac Donner, el llac Independence, el llac Webber, l'embassament de Boca, l'embassament d'Stampede, l'embassament de Prosser Creek i l'embassament de Martis Creek. A la part baixa de la seva conca, l'Steamboat Creek, el qual drena el llac Washoe, és el seu principal afluent.

## Modificacions del riu
Com molts altres rius de l'oest dels Estats Units, el flux del riu Truckee està molt regulat, en la major part del seu cabal, sota un sistema de drets d'aigua. Aquest sistema assigna l'excés d'aigua disponible durant els períodes de baix flux. Hi ha disputes entre aquells que afirmen tenir els drets sobre l'aigua. A principis del segle xx, l'Acta de Reclamació de Noves Terres va establir un desviament que eliminava els corrents fluvials de la conca del riu Truckee i els transferia a la conca del riu Carson. Actualment el Districte de Regadiu Truckee-Carson supervisa la desviació d'aproximadament un terç del cabal del riu des de la presa de Derby cap a la vall de Lahontan, per al reg d'alfals i pastures. També es subministra aigua del riu Truckee a les comunitats turístiques que envolten el llac Tahoe, a les grans àrees metropolitanes de Reno i Sparks, i a la Reserva índia del Llac Pyramid. El Servei de Pesca i Fauna Salvatge dels Estats Units utilitza aigua per induir la fresa de peixos en perill d'extinció com Chasmistes cujus i per proporcionar alleujament de la sequera.

## Ecologia
Entre 1934 i 1949 el Departament de Pesca i Fauna Salvatge de Califòrnia i el Servei Forestal dels Estats Units, van reintroduir el castor a les conques del riu Truckee i el llac Tahoe, per tal de prevenir la degradació del corrent i promoure la restauració de terres humides. El fet que el castor havia estat natiu d'aquesta regió es suporta pel fet que els Washo tenen una paraula per castor, c'imhélhel i els Paiute dels llacs Walker, Honey i Pyramid tenen també una paraula per castor, su-i'-tu-ti-kut'-teh. Quan Stephen Powers va visitar als Paiute del nord per obtenir materials indis per la Smithsonian Institution en preparació de l'Exposició Universal de 1876, va informar que els Paiute del nord s'envoltaven el cabell amb tires de pell de castor, feien medecines amb parts del castor i que les seves llegèndes sobre la creació incloïen al castor. A més, el caçador de pells Stephen Meek "va col·locar les seves trampes al riu Truckee el 1833", el qual suggereix que havia vist castors o el seu rastre. En suport d'aquestes evidències, Tappe va registrar el 1941 un testimoni que deia que els castors eren abundants al vessant est de Sierra Nevada, a la capçalera del riu Carson River i als seus afluents del Comtat d'Alpine fins al 1892, quan van ser víctimes de la captura massiva. John "Grizzly" Adams' també va informar de la captura de castors a la part baixa del riu Carson als voltants de 1860, "Al vespre vam agafar un bon munt de truites de riu, utilitzant les llagostes com a esquer, i a la nit van matar mitja dotzena de castors, que eren molt mansos." Recentment s'han trobat evidencies físiques a novel·les sobre la presència històrica del castor a Sierra Nevada, com són el descobriment de preses de castor a la dècada 1850 al Red Clover Creek, a la conca del riu Feather. En un estudi de la truita de rierol, la truita arc de Sant Martí i la truita comuna als voltants del Sagehen Creek, el qual desemboca en el riu Little Truckee a uns 1.800 metres d'alçada, s'ha demostrat que la presència de preses de castor fan incrementar els nombre de peixos i la seva mida. Un estudi recent de 10 corrents de Tahoe, que inclou el Trout Creek i Cold Creek, en el que s'ha utilitzat videografia multi-espectral aèria, mostra que l'àlber i el pollancre, no només van sobreviure a la colonització dels castors, ha demostrat que la vegetació herbàcia de fulla caduca s'ha incrementat prop dels dics de castor, mentre que les coníferes han disminuït. Els beneficis dels dics de castor inclouen l'eliminació dels sediments i els contaminants excessius que viatgen aigües avall, el que millora la claredat de l'aigua, que s'ha mostrat que va empitjorar quan es van retirar recentment les preses de castors als voltants del Taylor Creek i el Ward Creek. La inundació dels dics de castor és relativament econòmica controlada amb dispositius de flux.

## Oci

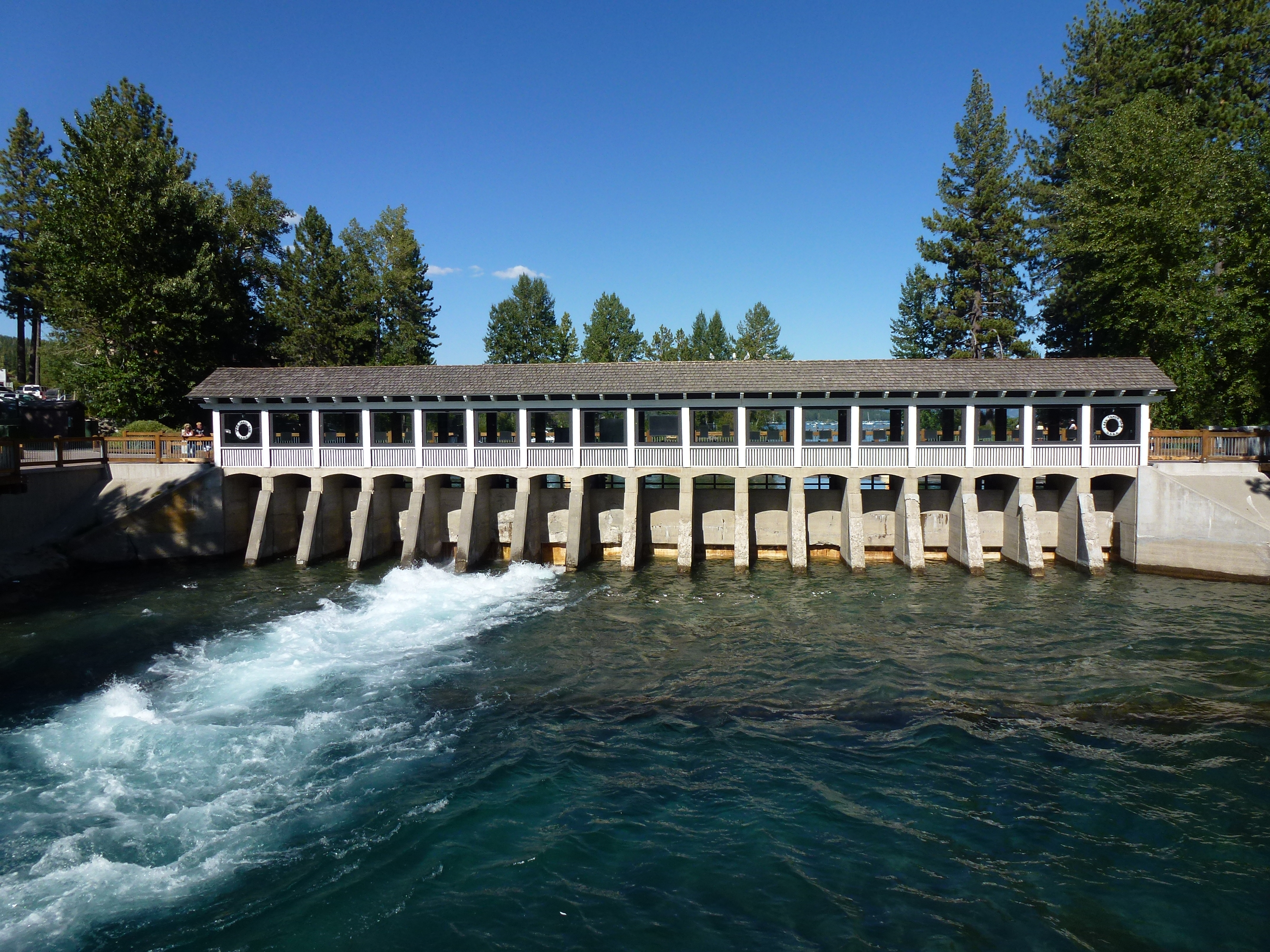
La capçalera del riu Truckee a la presa del llac Tahoe

El riu s'utilitza molt per activitats d'oci com el ràfting o la pesca amb mosca. Un recorregut molt habitual és el del River Ranch, que comença a les portes de sortida de la presa del llac Tahoe, té un recorregut de 4,8 quilòmetres i finalitza al restaurant del River Ranch. Els ràpids són gairebé tots de classe 1 i 2. Al centre de Reno, s'han construït uns 800 metres de ràpids de classe 2 i 3, que utilitzen principalment els caiacs.
El riu Truckee és el riu més llarg de l'oest de Nevada. Cada any dona cabuda a una gran activitat de pesca esportiva. Kim Tisdale, del Departament de Vida Salvatge de Nevada, on és la Supervisora Estatal de Pesca de les regions de l'oest, va comentat que l'objectiu del Departament és una taxa de captura d'entre un i dos peixos per hora al riu Truckee. Per complir amb l'objectiu, el departament emmagatzema anualment un total 105.000 exemplars de truita de riu, 70.000 de les quals són truites de Clark natives i la resta són de truita arc de Sant Martí. El riu Truckee també compta amb una població saludable i auto-suficient de truita comuna no nativa.

## Hidrologia i qualitat de l'aigua
A causa de la presència d'espècies en perill i de que la conca del llac Tahoe forma la capçalera del riu Truckee, aquest ha estat objecte de diverses investigacions sobre la qualitat de l'aigua, les més detallades de les quals van tenir lloc a mitjans de la dècada de 1980. Sota la direcció de l'Agència de Protecció Ambiental dels Estats Units, la companyia Earth Metrics Inc. va desenvolupar un model de transport hidrològic dinàmic. Posteriorment el nom del model va canviar a model DSSAM, i es va aplicar per analitzar les decisions de l'ús del sòl i la gestió de les aigües residuals al llarg dels 8.081 km² de la conca del riu Truckee i proporcionar orientació en conques d'altres rius dels Estats Units. Els paràmetres analitzats inclouen nivells de nitrogen, fosfat reactiu, oxigenació, sòlids dissolts totals i altres nou paràmetres més. Algunes decisions basades en l'ús del model, han estat influenciades alhora de millorar la qualitat de ribera i ajudar a la viabilitat de la biota associada. També es van analitzar els efectes en les aigües que rep el llac Pyramid.